# 岡山市福祉文化会館
岡山市福祉文化会館（おかやましふくしぶんかかいかん）は、岡山県岡山市中区にあった福祉センター。岡山市福祉文化会館設置条例などに基づき設置されている。1972年（昭和47年）に開館。
2023年度末に併設施設の岡山市立市民文化ホールの岡山芸術創造劇場への統合に伴い閉館し、同ホールとともに解体されることになっている。

## 施設
1971年（昭和46年）3月25日完成。鉄筋コンクリート造、地上5階、地下1階建て。延べ床面積5,886.59m2。なお、2023年（令和5年）3月、正面、北側玄関ホールの一部からアスベスト（石綿）を含む部材が発見されたため除去作業が行われる。
- 4・5階 - 中央公民館[1][2]
- 3階 - 勤労青少年ホーム[1][2]
- 2階 - 女性ホーム[1][2]
- 1階 - 老人センター[1][2]
- 地下1階 - 障害者センター[1][2]

## アクセス
- 岡山電気軌道東山本線小橋停留場下車、徒歩1分